# تاترا، نیو ساوت ولز
تاترا (به انگلیسی: Tathra) یک شهرک در استرالیا است که در نیو ساوت ولز واقع شده‌است.